# Marele Duce Kiril Vladimirovici al Rusiei
Kiril Vladimirovici, Marea Duce al Rusiei, (Kirill Vladimirovici Romanov; n. 12 octombrie 1876 - d. 12 octombrie 1938) a fost membru al familiei imperiale ruse. După Revoluția rusă din 1917 și moartea Țarului Nicolae al II-lea al Rusiei și a fratelui său Mihail, Kiril a devenit capul Casei Romanov.

## Primii ani
Marele Duce Kiril s-a născut la Tsarskoye Selo. Tatăl său era Marele Duce Vladimir Alexandrovici al Rusiei, al treilea fiu al Țarului Alexandru al II-lea al Rusiei și al Mariei Alexandrovna de Hesse. Mama sa era ducesa Marie de Mecklenburg-Schwerin (mai târziu cunoscută ca Marea Ducesă Maria Pavlovna a Rusiei), fiica lui Friedrich Franz al II-lea de Mecklenburg-Schwerin și a Prințesei Augusta Reuss-Köstritz.

## Căsătorie și copii
Marele Duce Kiril s-a căsătorit cu verișoara sa primară Prințesa Victoria Melita de Saxa-Coburg și Gotha la 8 octombrie 1905. Tatăl Victoriei era Alfred, Duce de Saxa-Coburg și Gotha, al doilea fiu al reginei Victoria. Mama Victoriei era Marea Ducesă Maria Alexandrovna a Rusiei, fiica Țarului Alexandru al II-lea și mătușa paternă a lui Kiril.
Mariajul a fost sursa unui scandal la curțile regale europene deoarece prințesa Victoria divorțase de primul ei soț, Marele Duce Ernst Ludwig de Hesse, de asemenea, verișorul ei primar. Sora Marelui Duce de Hesse era Țarina Alexandra Feodorovna, soția Țarului Nicolae al II-lea al Rusiei. Țarul i-a retras titlurile imperiale și l-a trimis în exil.
Totuși, în 1908, decesul Marelui Duce Alexei Alexandrovici l-a pus pe Kiril al treilea în linia de succesiune la tron iar Nicolae al II-lea i-a reacordat gradul de căpitan în marină. Soției lui i s-a acordat titlul de Mare Ducesă a Rusiei; titlul său era Alteța Sa Imperială Marea Ducesă Victoria Feodorovna.
Marele Duce Kiril și Prințesa Victoria Melita au avut trei copii:
- Marea Ducesă Maria Kirillovna a Rusiei (2 februarie 1907 – 27 octombrie 1951) care s-a căsătorit cu Friedrich Karl, Prinț de Leiningen
- Marea Ducesă Kira Kirillovna a Rusiei (9 mai 1909 – 8 septembrie 1967) care s-a căsătorit cu Louis Ferdinand, Prinț al Prusiei
- Vladimir Kirillovici, Mare Duce al Rusiei (30 august 1917 – 21 aprilie 1992) care a devenit pretendent la titlul de  'împărat al Rusiei' după decesul tatălui său; s-a căsătorit cu Prințesa Leonida Bagration de Mukhrani